# Gle Cot
Gle Cot är en kulle i Indonesien.   Den ligger i provinsen Aceh, i den västra delen av landet, 1 800 km nordväst om huvudstaden Jakarta. Toppen på Gle Cot är 81 meter över havet.
Terrängen runt Gle Cot är kuperad åt sydväst, men åt nordost är den platt. Havet är nära Gle Cot norrut.Runt Gle Cot är det ganska tätbefolkat, med 179 invånare per kvadratkilometer. Närmaste större samhälle är Banda Aceh, 7,8 km öster om Gle Cot. Trakten runt Gle Cot består till största delen av jordbruksmark.